# Strände und Buchten auf Mallorca

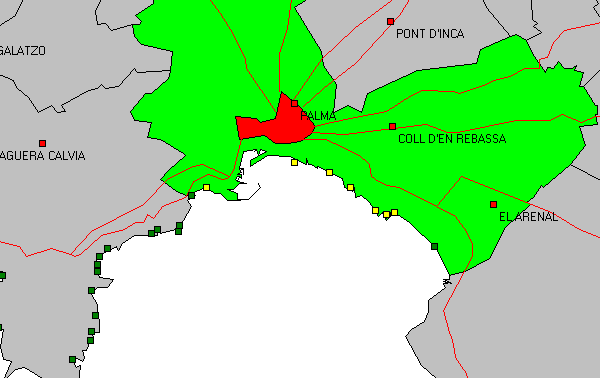
Strände und Buchten Palma

Die Strände und Buchten auf Mallorca befinden sich auf der Insel Mallorca.

## StadtverwaltungPalmade Mallorca
- Platja de Palma
- Can Pastilla
- Cala Estància
- Caló de son Cabos
- Cala Gamba
- Ciutat Jardín
- Platja de Can Pere Antoni
- Es Portitxol
- Port de Palma
- Portopí
- Cala Major

## GemeindegebietAlcúdia
- Platja de Can Cap de Bou
- Platja sa Marina d’Alcúdia
- Es Corral d’en Bennàssar
- Platja des Barcarès
- Platja des Morer Vermell
- Platja de Sant Joan (Platja de sa Font)
- Platja de Sant Pere
- S’Illot
- Ses Caletes
- Cala Solana
- Sa Platjola
- Cala des Clot
- Platja des Coll Baix
- Platja des Secs (es Faralló)
- Platja d’Alcanada
- Cala Poncet
- Platja d’Alcúdia (Platja Gran)

## GemeindegebietAndratx
- Platja de Camp de Mar (Cala Blanca)
- Cala Llamp
- Cala Marmassem
- Port d’Andratx
- Cala Moragues
- Cala d’Egos
- Cala d’en Tió
- Cala Conills
- Platja de Sant Elm
- Cala Lladó
- Cala en Basset
- Cala de ses Ortigues

## GemeindegebietArtà

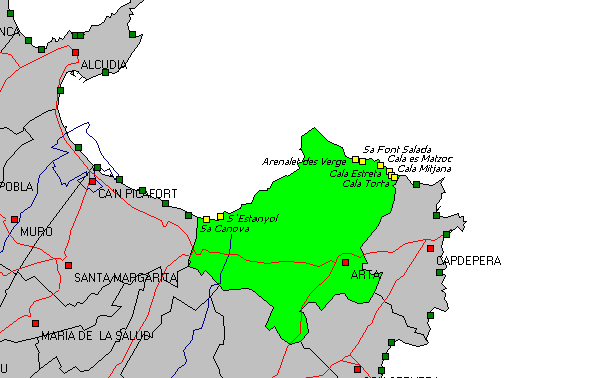
Strände und Buchten Artà

- S’Arenal de Sa Canova
- S’Estanyol
- Cala Toró
- Platja Colònia de Sant Pere
- Caló des Parral
- Cala de s’Estret
- S'Arenalet de Son Colom
- Cala des Camps
- Na Ferradura
- Cala de s’Aigua Dolça
- Cala d’en Sureda
- Cala Mata
- Na Clara
- Es Vells Marins Baixos
- Es Caló
- Cala Fosca
- Cala Roja
- S’Arenalet des Verger
- Sa Font Celada
- Cala des Matzoc
- Cala Dèntol
- Cala Estreta
- Cala Mitjana
- Cala Torta

## GemeindegebietBanyalbufar

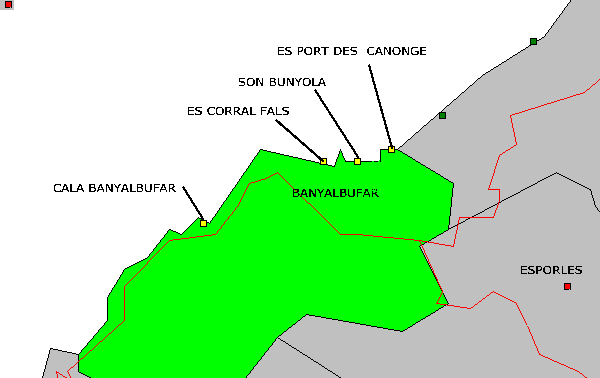
Strände und Buchten Banyalbufar

- Cala de Banaylbufar
- Es Corral Fals
- Platja de Son Bunyola
- Es Port des Canonge

## GemeindegebietCalvià

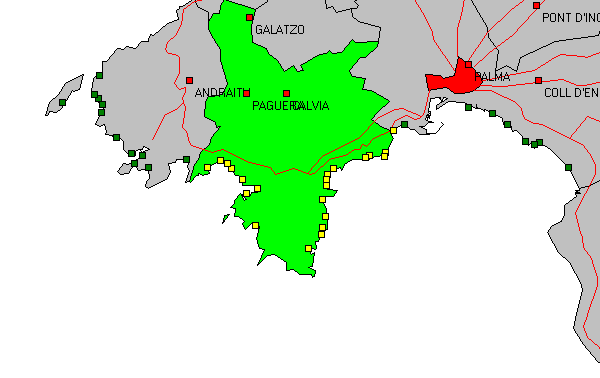
Strände und Buchten Calvià

- Cala Brogit
- Platja d'Illetes
- Cala Comtesa
- Cala Portals Nous
- Oratori de Portals
- Son Caliu
- Es Carregador (Palma Nova)
- Cala Blanca
- Son Maties
- Magaluf
- Cala Vinyes
- Cala Falcó
- Caló de sa Nostra Dama
- Ca l’Aixada (Casino de Mallorca)
- Cala Portals Vells
- Cala en Beltran
- Cala Figuera
- Cala Refaubetx
- El Toro (Racó de sa Fragata)
- Cala de Penyes Roges
- Cala en Guixar
- Caló d’en Pellicer
- Cala de Santa Ponça
- Cala Blanca
- Peguera Romana (Platja des Morts)
- Peguera Torà
- Peguera Palmira
- Cala Fornells
- Cala d’en Monjo

## GemeindegebietCampos
- Platja des Trenc
- Platja de sa Ràpita

## GemeindegebietCapdepera

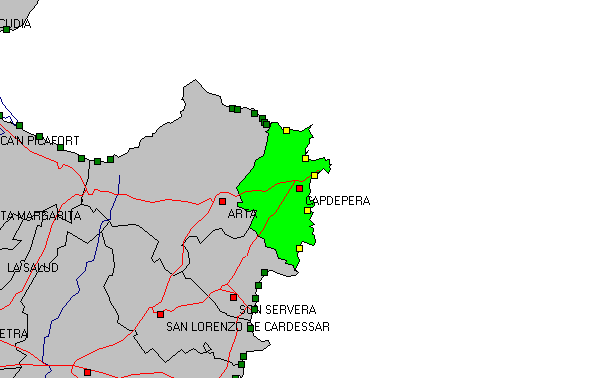
Strände und Buchten Capdepera

- Cala Mesquida
- Cala Moltó
- Cala Agulla
- Cala Lliteres
- Cala Gat
- Cala Son Moll
- Cala Pedruscada
- Cala des Carregador
- Sa Font de sa Cala
- Platja de Canyamel
- Cala Albarxians (Cala Auberdans)
- Cala Rotja

## GemeindegebietDeià
- Es Cucó na Foradada
- Cala Deià
- Es Canyaret

## GemeindegebietEscorca
- Racó de sa Taleca
- Cala Tuent
- Cala de ses Fel.les
- Cala de sa Calobra
- Cala des Capellans
- Cala Codolar

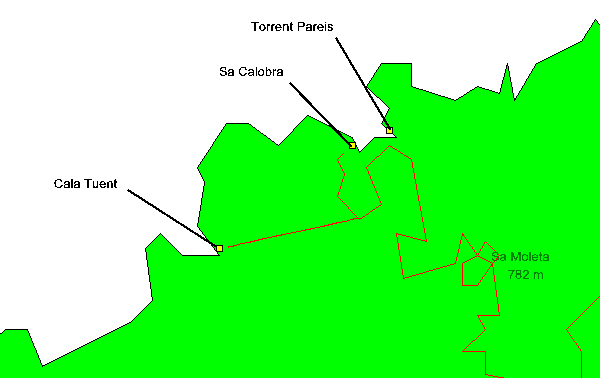
Strände und Buchten Escorca
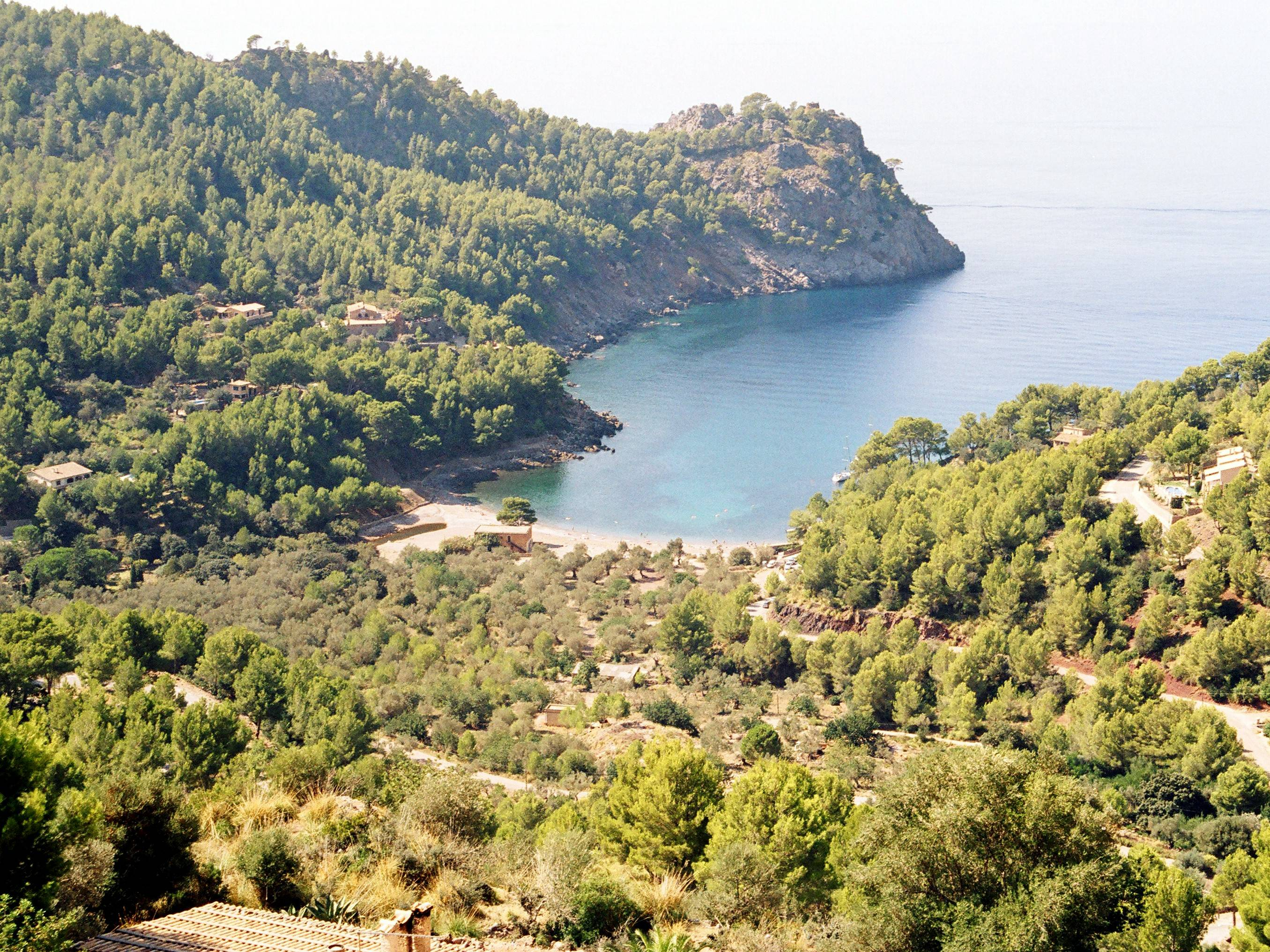
Cala Tuent
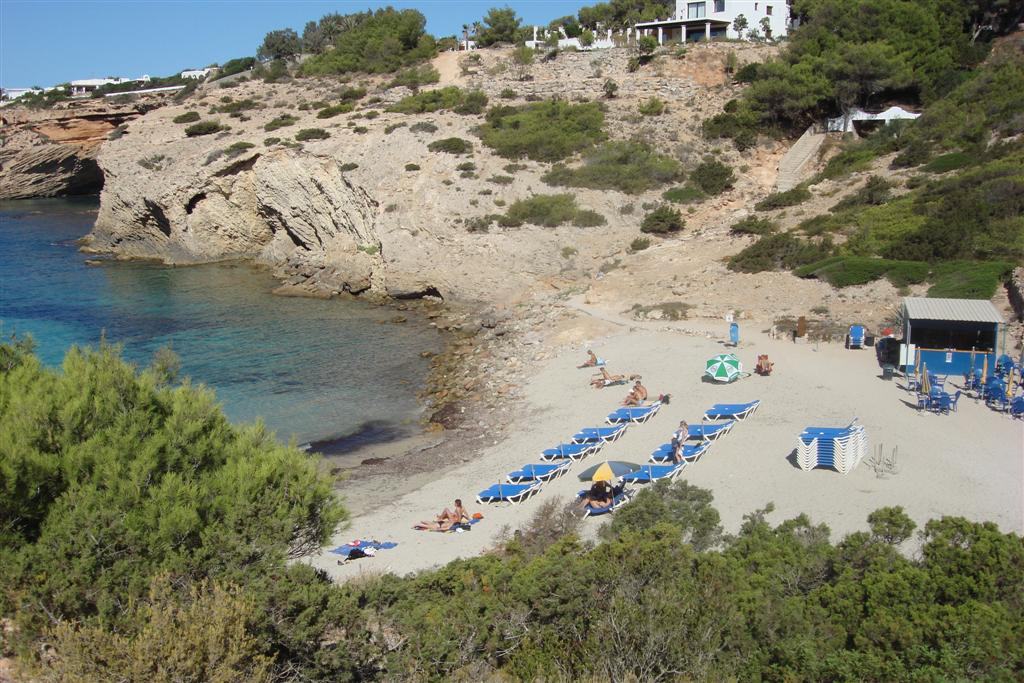
Cala Condolar

## GemeindegebietEstellencs
- Platja Can Pruaga
- Cala Cas Xeremier
- Cala d’Estellencs

## GemeindegebietFelanitx
- Cala de s’Algar
- Cala Brafi
- Cala Marçal bei Portocolom
- Caló d’en Marçal
- Cala sa Nau
- Cala Mitjana
- Cala Ferrera
- Cala Serena

## GemeindegebietFornalutx
- Cala Ferrera (Port de Fornalutx)

## GemeindegebietLlucmajor
- Cala en Timó
- Cala Pi
- Cala Carril
- Cala Vella
- Cala Masques
- Platja de s’Arenal

## GemeindegebietManacor
- Cala Moreia (S’Illot)
- Cala Morlanda
- Caló d’en Rafalino
- Cala Petita
- Caló de sa Ferradura

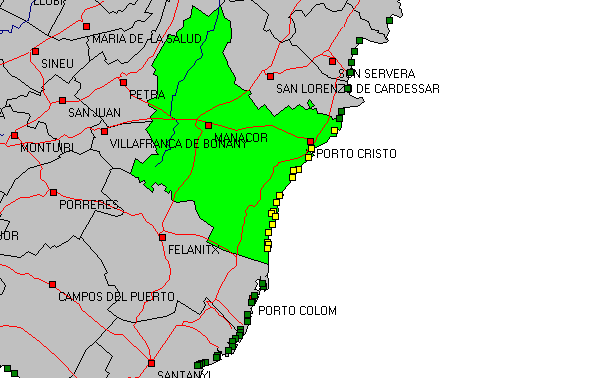
Strände und Buchten Manacor

- Cala Manacor (Platja des Port de Porto Cristo)
- Cala Murta
- Cala Magrana
- Cala Anguila
- Cala Mendia
- S’Estany d’en Mas
- Cala Falcó
- Caló Blanc
- Cala Varques
- Racó de sa Teula
- Cala Engana Pastor
- Cala Sequer
- Caló des Serral
- Cala Magraner
- Cala Pilota
- Cala Virgili
- Cala Bóta
- Caló des Soldat
- Cala Antena
- Cala sa Romeguera
- Es Domingos Gran
- Es Domingos Petit
- Cala Murada

## GemeindegebietMuro
Auch unter Platja de Muro zusammengefasst:
- Ses Fotges
- Platja des Braç
- Es Comú de Muro
- Casetas des Capellans (Platja Blava)

## GemeindegebietPollença
- Cala Solleric
- Cala Castell
- Cala Estremer
- Cala Barques
- Cala Clara
- Cala Molins
- Cala Carbó
- Cala Bóquer
- Cala Figuera
- Cala en Gossalba
- Cala Murta
- Cala en Feliu
- Cala Pi de la Posada (Cala Formentor)
- El Caló
- Platja d’Albercutx
- Platja de Llenaire
- Platja de Can Cullerassa

## GemeindegebietSanta Margalida
- Platja de Can Picafort
- Platja de Son Bauló
- Platja de Na Patana
- S’Arenal d’en Casat
- Cala Serralot
- Platja de Son Real (südöstlicher Abschnitt auch Platja des Dolç)
- Platja de s’Home Mort
- Platja de Son Serra de Marina

## GemeindegebietSantanyí
- Cala d’Or
- Cala Gran
- Cala Esmeralda
- Caló d’es Pou
- Cala Egos
- Cala Ferrera (Felanitx)
- Cala Serena (Felanitx)
- Caló des Homme Morts (Portopetro)
- Caló des sa Torre (Portopetro)
- Cala Barca Trencada (Portopetro)
- Caló des Borgit (Cala Mondragó)
- Ses Fonts de n’Alís (Cala Mondragó)
- S’Amarador (Cala Mondragó)
- Caló d’en Perdiu (Cala Mondragó)
- Caló des Savinar
- Cala Figuera
- Cala Santanyí
- Cala Llombards
- Caló des Moro
- Cala s’Almunia
- Caló des Màrmols
- Platja des Caragol
- Cala en Tugores

## GemeindegebietSant Llorenç des Cardassar

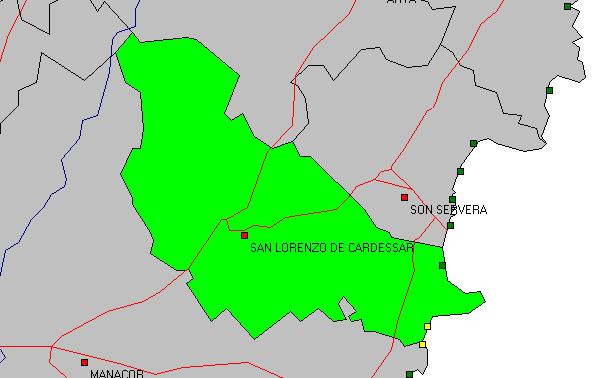
Strände und Buchten Sant Llorenç des Cardassar

- Cala Millor (Platja de Sant Llorenç)
- Son Moro (Platja de Sant Llorenç)
- Cala Nau
- Platja de sa Coma
- Cala Moreia

## GemeindegebietSes Salines
- Platja de ses Roquetes
- Platja des Carbó

## GemeindegebietSóller
- Platja den Repic
- Platja des Gall
- Platja des Través
- Ses Cambres

## GemeindegebietSon Servera
- Caló des Torrent des Morts
- Platja des Rajolí
- Es Ribell
- Platja de sa Marjal
- Port Vell
- Port Nou
- Port Roig / S’Estany
- Cala Bona

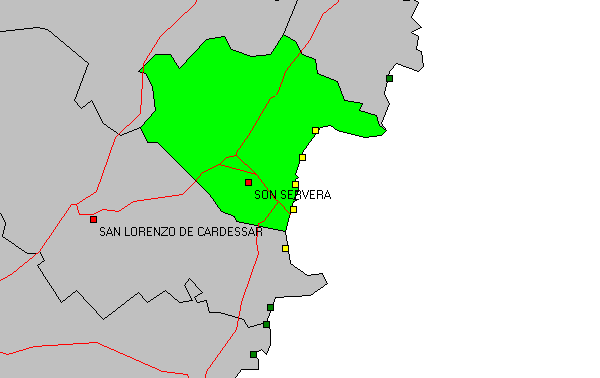
Strände und Buchten Son Servera

- Cala Millor (Arenal de Son Servera)

## GemeindegebietValldemossa
- Cala de Valldemossa (Port de Valldemossa)